# Schönweg
Schönweg ist eine Katastralgemeinde in der Stadtgemeinde St. Andrä in Kärnten (Österreich).

## Lage und Geschichte
Schönweg liegt auf der Saualpe an der Packer Straße (B 70) und ist etwa 3,5 Kilometer von St. Andrä entfernt. Die Katastralgemeinde ist gegliedert in die Ortschaften Schönweg-St. Andrä mit 221 Einwohnern und Schönweg-Pustritz mit 55 Einwohnern (Stand 2001).
Bis 1973 war Schönweg eine eigenständige Gemeinde, dann wurde Schönweg in die Großgemeinde St. Andrä eingegliedert.

## Öffentliche Einrichtungen und Freizeit
- Volksschule Schönweg: Sie wurde im Jahr 1911 mit 66 Schülern eröffnet und im September 2021 geschlossen[1]. Des Weiteren diente der Turnsaal der Schule auch als Wahllokal.
- Freiwillige Feuerwehr Schönweg
- Filialkirche Schönweg

In Schönweg befindet sich ein Tennisclub mit derzeit etwa 60 Mitgliedern.